# Tetrapodophis

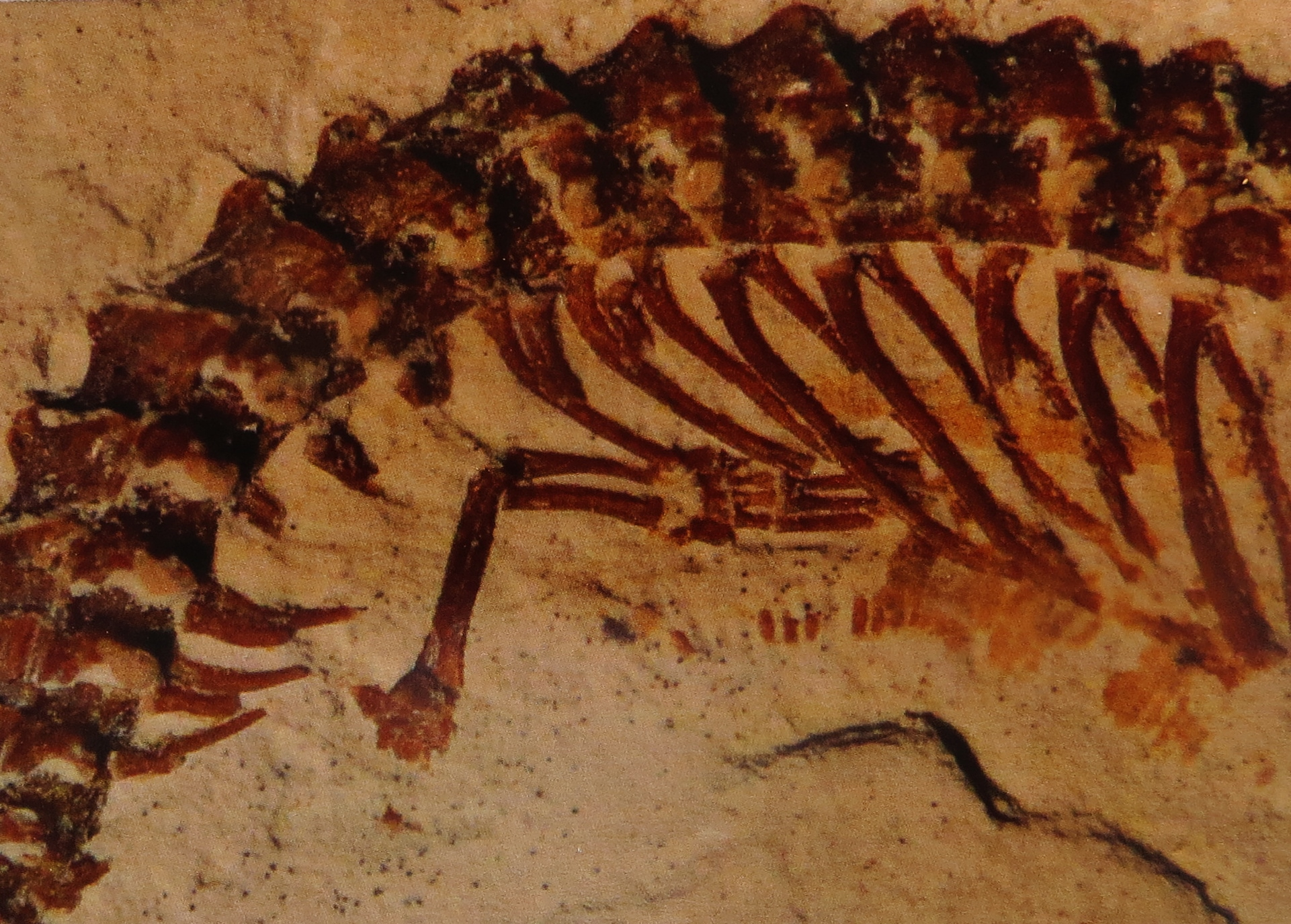
Kończyny przednie

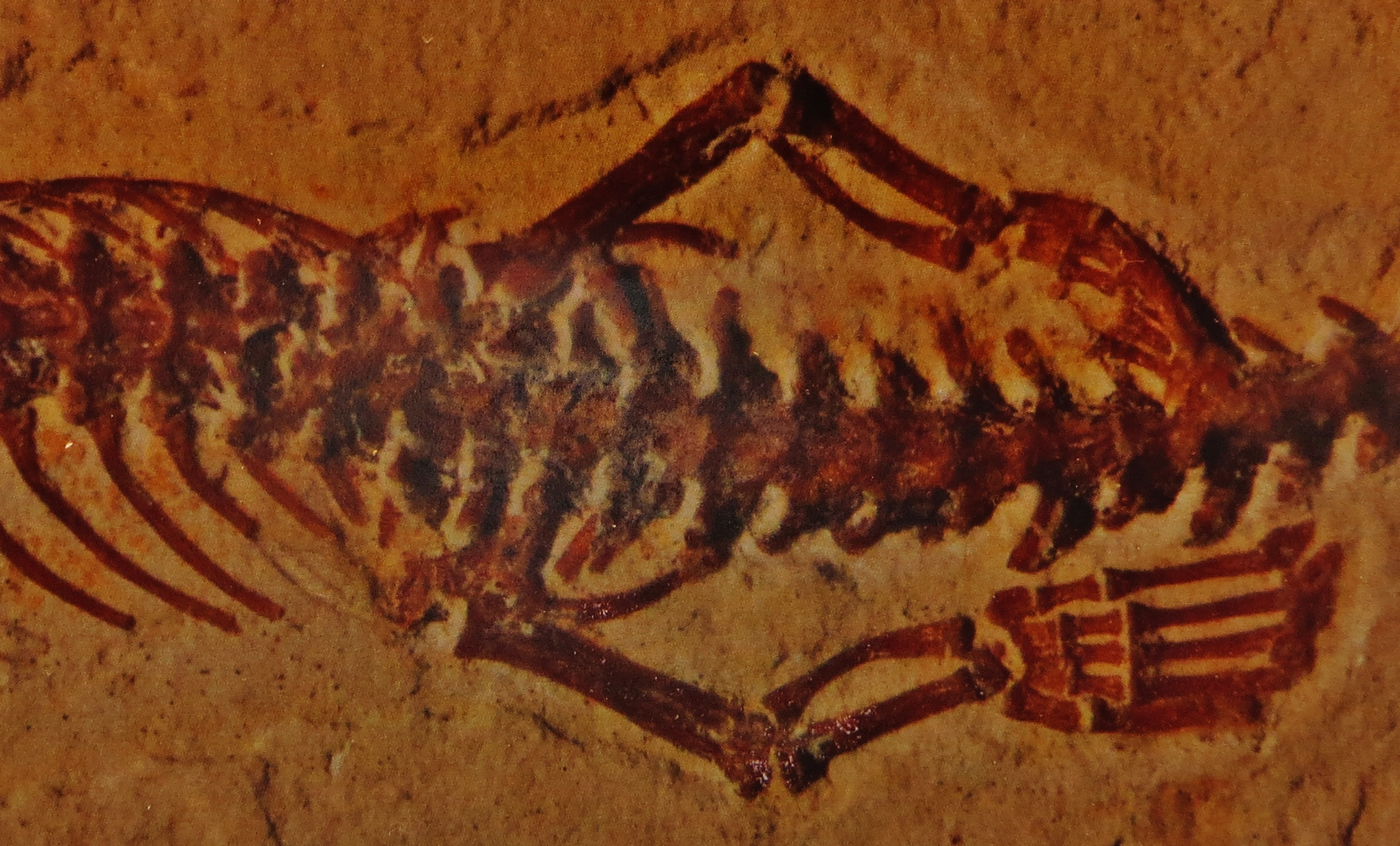
Kończyny tylne

Tetrapodophis – rodzaj wymarłego gada łuskonośnego o niepewnej pozycji filogenetycznej, z czterema niewielkimi kończynami, datowany na wczesną kredę, ok. 113–126 milionów lat temu. Jedynym znanym gatunkiem jest Tetrapodophis amplectus.

## Tetrapodophis amplectus
Jedyna znana skamieniałość tego gatunku, uznana za holotyp i oznaczona numerem katalogowym BMMS BK 2-2, znajduje się w Bürgermeister-Müller-Museum w Solnhofen. Przez wiele lat stanowiła element prywatnej kolekcji w Niemczech, do której trafiła nieopisana i z nieznanego źródła, przez co brak bardziej szczegółowych informacji o miejscu i kontekście jej znalezienia. Cechy skały macierzystej wskazują na jej pochodzenie z Brazylii, z formacji Crato, a dokładniej z jej części określanej jako Nova Olinda i datowanej na apt. Skamieniałość znajduje się w warstwowanym wapieniu. Stan jej zachowania i kompletności jest bardzo dobry, łącznie ze śladami tkanek miękkich i zawartości przewodu pokarmowego. 
Skamieniałość to osobnik mający koło 20 cm długości. W ocenie autorów opisu T. amplectus jego liczne cechy morfologiczne wskazują na to, że jest to wczesny wąż. Są to: liczba żeber i specyficzne cechy ich budowy, liczne cechy budowy czaszki i zębów, a także łuski na brzusznej stronie ciała, z których każda szerokością swoją obejmuje cały brzuch. Odkrywcy argumentują, że choć wiele z tych cech występuje także u innych niż węże zwierząt, to jednak taki ich zestaw jest właściwy tylko dla nich.
Jak wskazują komentujący odkrycie inni naukowcy, okaz ma jednak także specyficzne cechy budowy żeber, których nie mają żadne inne gady, czy to wymarłe, czy żyjące współcześnie, za to mają analogię wśród wymarłych dużo wcześniej grup płazów.
Kończyny Tetrapodophis były małe, ale w pełni funkcjonalne. Jego odkrywcy wyrażają domniemanie, że mogły służyć do przytrzymywania albo zdobyczy, albo partnera podczas zachowań rozrodczych. Jednak inni paleontolodzy komentujący odkrycie wskazują, że ich specyficzna budowa byłaby bardzo nietypowa, gdyby nie służyła przystosowaniu do wspinania się po drzewach. Odkrywcy także takie wyjaśnienie rozważali, ale uznali, że inne cechy pokroju ciała Tetrapodophis są z nim niezgodne. 
W miejscu przewodu pokarmowego skamieniałości można zauważyć resztki jej ostatniego posiłku w postaci fragmentu żebra niezidentyfikowanego kręgowca.
Autorzy opisu rodzaju przedstawili również kladogram obrazujący jego pozycję na drzewie rodowym węży:
|  | Tetrapodophis amplectus |
|  |                         |
|  | Coniophis precedens     |
|  |                         |

|  | Haasiophis terrasanctus                                                              |
|  |                                                                                      |
|  | \| \| Eupodophis descouensi \| \| \| \| \| \| Pachyrhachis problematicus \| \| \| \| |
|  |                                                                                      |
|  | Eupodophis descouensi                                                                |
|  |                                                                                      |
|  | Pachyrhachis problematicus                                                           |
|  |                                                                                      |

|  | Eupodophis descouensi      |
|  |                            |
|  | Pachyrhachis problematicus |
|  |                            |

|  | Haasiophis terrasanctus                                                              |
|  |                                                                                      |
|  | \| \| Eupodophis descouensi \| \| \| \| \| \| Pachyrhachis problematicus \| \| \| \| |
|  |                                                                                      |
|  | Eupodophis descouensi                                                                |
|  |                                                                                      |
|  | Pachyrhachis problematicus                                                           |
|  |                                                                                      |

|  | Eupodophis descouensi      |
|  |                            |
|  | Pachyrhachis problematicus |
|  |                            |

|  | Haasiophis terrasanctus                                                              |
|  |                                                                                      |
|  | \| \| Eupodophis descouensi \| \| \| \| \| \| Pachyrhachis problematicus \| \| \| \| |
|  |                                                                                      |
|  | Eupodophis descouensi                                                                |
|  |                                                                                      |
|  | Pachyrhachis problematicus                                                           |
|  |                                                                                      |

|  | Eupodophis descouensi      |
|  |                            |
|  | Pachyrhachis problematicus |
|  |                            |

|  | Haasiophis terrasanctus                                                              |
|  |                                                                                      |
|  | \| \| Eupodophis descouensi \| \| \| \| \| \| Pachyrhachis problematicus \| \| \| \| |
|  |                                                                                      |
|  | Eupodophis descouensi                                                                |
|  |                                                                                      |
|  | Pachyrhachis problematicus                                                           |
|  |                                                                                      |

|  | Eupodophis descouensi      |
|  |                            |
|  | Pachyrhachis problematicus |
|  |                            |

|  | Haasiophis terrasanctus                                                              |
|  |                                                                                      |
|  | \| \| Eupodophis descouensi \| \| \| \| \| \| Pachyrhachis problematicus \| \| \| \| |
|  |                                                                                      |
|  | Eupodophis descouensi                                                                |
|  |                                                                                      |
|  | Pachyrhachis problematicus                                                           |
|  |                                                                                      |

|  | Eupodophis descouensi      |
|  |                            |
|  | Pachyrhachis problematicus |
|  |                            |

|  | Haasiophis terrasanctus                                                              |
|  |                                                                                      |
|  | \| \| Eupodophis descouensi \| \| \| \| \| \| Pachyrhachis problematicus \| \| \| \| |
|  |                                                                                      |
|  | Eupodophis descouensi                                                                |
|  |                                                                                      |
|  | Pachyrhachis problematicus                                                           |
|  |                                                                                      |

|  | Eupodophis descouensi      |
|  |                            |
|  | Pachyrhachis problematicus |
|  |                            |

|  | Haasiophis terrasanctus                                                              |
|  |                                                                                      |
|  | \| \| Eupodophis descouensi \| \| \| \| \| \| Pachyrhachis problematicus \| \| \| \| |
|  |                                                                                      |
|  | Eupodophis descouensi                                                                |
|  |                                                                                      |
|  | Pachyrhachis problematicus                                                           |
|  |                                                                                      |

|  | Eupodophis descouensi      |
|  |                            |
|  | Pachyrhachis problematicus |
|  |                            |

|  | Haasiophis terrasanctus                                                              |
|  |                                                                                      |
|  | \| \| Eupodophis descouensi \| \| \| \| \| \| Pachyrhachis problematicus \| \| \| \| |
|  |                                                                                      |
|  | Eupodophis descouensi                                                                |
|  |                                                                                      |
|  | Pachyrhachis problematicus                                                           |
|  |                                                                                      |

|  | Eupodophis descouensi      |
|  |                            |
|  | Pachyrhachis problematicus |
|  |                            |

|  | Haasiophis terrasanctus                                                              |
|  |                                                                                      |
|  | \| \| Eupodophis descouensi \| \| \| \| \| \| Pachyrhachis problematicus \| \| \| \| |
|  |                                                                                      |
|  | Eupodophis descouensi                                                                |
|  |                                                                                      |
|  | Pachyrhachis problematicus                                                           |
|  |                                                                                      |

|  | Eupodophis descouensi      |
|  |                            |
|  | Pachyrhachis problematicus |
|  |                            |

|  | Haasiophis terrasanctus                                                              |
|  |                                                                                      |
|  | \| \| Eupodophis descouensi \| \| \| \| \| \| Pachyrhachis problematicus \| \| \| \| |
|  |                                                                                      |
|  | Eupodophis descouensi                                                                |
|  |                                                                                      |
|  | Pachyrhachis problematicus                                                           |
|  |                                                                                      |

|  | Eupodophis descouensi      |
|  |                            |
|  | Pachyrhachis problematicus |
|  |                            |

|  | Haasiophis terrasanctus                                                              |
|  |                                                                                      |
|  | \| \| Eupodophis descouensi \| \| \| \| \| \| Pachyrhachis problematicus \| \| \| \| |
|  |                                                                                      |
|  | Eupodophis descouensi                                                                |
|  |                                                                                      |
|  | Pachyrhachis problematicus                                                           |
|  |                                                                                      |

|  | Eupodophis descouensi      |
|  |                            |
|  | Pachyrhachis problematicus |
|  |                            |

|  | Haasiophis terrasanctus                                                              |
|  |                                                                                      |
|  | \| \| Eupodophis descouensi \| \| \| \| \| \| Pachyrhachis problematicus \| \| \| \| |
|  |                                                                                      |
|  | Eupodophis descouensi                                                                |
|  |                                                                                      |
|  | Pachyrhachis problematicus                                                           |
|  |                                                                                      |

|  | Eupodophis descouensi      |
|  |                            |
|  | Pachyrhachis problematicus |
|  |                            |

|  | Haasiophis terrasanctus                                                              |
|  |                                                                                      |
|  | \| \| Eupodophis descouensi \| \| \| \| \| \| Pachyrhachis problematicus \| \| \| \| |
|  |                                                                                      |
|  | Eupodophis descouensi                                                                |
|  |                                                                                      |
|  | Pachyrhachis problematicus                                                           |
|  |                                                                                      |

|  | Eupodophis descouensi      |
|  |                            |
|  | Pachyrhachis problematicus |
|  |                            |

|  | Haasiophis terrasanctus                                                              |
|  |                                                                                      |
|  | \| \| Eupodophis descouensi \| \| \| \| \| \| Pachyrhachis problematicus \| \| \| \| |
|  |                                                                                      |
|  | Eupodophis descouensi                                                                |
|  |                                                                                      |
|  | Pachyrhachis problematicus                                                           |
|  |                                                                                      |

|  | Eupodophis descouensi      |
|  |                            |
|  | Pachyrhachis problematicus |
|  |                            |

|  | Haasiophis terrasanctus                                                              |
|  |                                                                                      |
|  | \| \| Eupodophis descouensi \| \| \| \| \| \| Pachyrhachis problematicus \| \| \| \| |
|  |                                                                                      |
|  | Eupodophis descouensi                                                                |
|  |                                                                                      |
|  | Pachyrhachis problematicus                                                           |
|  |                                                                                      |

|  | Eupodophis descouensi      |
|  |                            |
|  | Pachyrhachis problematicus |
|  |                            |

|  | Haasiophis terrasanctus                                                              |
|  |                                                                                      |
|  | \| \| Eupodophis descouensi \| \| \| \| \| \| Pachyrhachis problematicus \| \| \| \| |
|  |                                                                                      |
|  | Eupodophis descouensi                                                                |
|  |                                                                                      |
|  | Pachyrhachis problematicus                                                           |
|  |                                                                                      |

|  | Eupodophis descouensi      |
|  |                            |
|  | Pachyrhachis problematicus |
|  |                            |

|  | Haasiophis terrasanctus                                                              |
|  |                                                                                      |
|  | \| \| Eupodophis descouensi \| \| \| \| \| \| Pachyrhachis problematicus \| \| \| \| |
|  |                                                                                      |
|  | Eupodophis descouensi                                                                |
|  |                                                                                      |
|  | Pachyrhachis problematicus                                                           |
|  |                                                                                      |

|  | Eupodophis descouensi      |
|  |                            |
|  | Pachyrhachis problematicus |
|  |                            |

|  | Haasiophis terrasanctus                                                              |
|  |                                                                                      |
|  | \| \| Eupodophis descouensi \| \| \| \| \| \| Pachyrhachis problematicus \| \| \| \| |
|  |                                                                                      |
|  | Eupodophis descouensi                                                                |
|  |                                                                                      |
|  | Pachyrhachis problematicus                                                           |
|  |                                                                                      |

|  | Eupodophis descouensi      |
|  |                            |
|  | Pachyrhachis problematicus |
|  |                            |

|  | Haasiophis terrasanctus                                                              |
|  |                                                                                      |
|  | \| \| Eupodophis descouensi \| \| \| \| \| \| Pachyrhachis problematicus \| \| \| \| |
|  |                                                                                      |
|  | Eupodophis descouensi                                                                |
|  |                                                                                      |
|  | Pachyrhachis problematicus                                                           |
|  |                                                                                      |

|  | Eupodophis descouensi      |
|  |                            |
|  | Pachyrhachis problematicus |
|  |                            |

|  | Haasiophis terrasanctus                                                              |
|  |                                                                                      |
|  | \| \| Eupodophis descouensi \| \| \| \| \| \| Pachyrhachis problematicus \| \| \| \| |
|  |                                                                                      |
|  | Eupodophis descouensi                                                                |
|  |                                                                                      |
|  | Pachyrhachis problematicus                                                           |
|  |                                                                                      |

|  | Eupodophis descouensi      |
|  |                            |
|  | Pachyrhachis problematicus |
|  |                            |

|  | Haasiophis terrasanctus                                                              |
|  |                                                                                      |
|  | \| \| Eupodophis descouensi \| \| \| \| \| \| Pachyrhachis problematicus \| \| \| \| |
|  |                                                                                      |
|  | Eupodophis descouensi                                                                |
|  |                                                                                      |
|  | Pachyrhachis problematicus                                                           |
|  |                                                                                      |

|  | Eupodophis descouensi      |
|  |                            |
|  | Pachyrhachis problematicus |
|  |                            |

|  | Haasiophis terrasanctus                                                              |
|  |                                                                                      |
|  | \| \| Eupodophis descouensi \| \| \| \| \| \| Pachyrhachis problematicus \| \| \| \| |
|  |                                                                                      |
|  | Eupodophis descouensi                                                                |
|  |                                                                                      |
|  | Pachyrhachis problematicus                                                           |
|  |                                                                                      |

|  | Eupodophis descouensi      |
|  |                            |
|  | Pachyrhachis problematicus |
|  |                            |

|  | Haasiophis terrasanctus                                                              |
|  |                                                                                      |
|  | \| \| Eupodophis descouensi \| \| \| \| \| \| Pachyrhachis problematicus \| \| \| \| |
|  |                                                                                      |
|  | Eupodophis descouensi                                                                |
|  |                                                                                      |
|  | Pachyrhachis problematicus                                                           |
|  |                                                                                      |

|  | Eupodophis descouensi      |
|  |                            |
|  | Pachyrhachis problematicus |
|  |                            |

|  | Haasiophis terrasanctus                                                              |
|  |                                                                                      |
|  | \| \| Eupodophis descouensi \| \| \| \| \| \| Pachyrhachis problematicus \| \| \| \| |
|  |                                                                                      |
|  | Eupodophis descouensi                                                                |
|  |                                                                                      |
|  | Pachyrhachis problematicus                                                           |
|  |                                                                                      |

|  | Eupodophis descouensi      |
|  |                            |
|  | Pachyrhachis problematicus |
|  |                            |

|  | Haasiophis terrasanctus                                                              |
|  |                                                                                      |
|  | \| \| Eupodophis descouensi \| \| \| \| \| \| Pachyrhachis problematicus \| \| \| \| |
|  |                                                                                      |
|  | Eupodophis descouensi                                                                |
|  |                                                                                      |
|  | Pachyrhachis problematicus                                                           |
|  |                                                                                      |

|  | Eupodophis descouensi      |
|  |                            |
|  | Pachyrhachis problematicus |
|  |                            |

|  | Haasiophis terrasanctus                                                              |
|  |                                                                                      |
|  | \| \| Eupodophis descouensi \| \| \| \| \| \| Pachyrhachis problematicus \| \| \| \| |
|  |                                                                                      |
|  | Eupodophis descouensi                                                                |
|  |                                                                                      |
|  | Pachyrhachis problematicus                                                           |
|  |                                                                                      |

|  | Eupodophis descouensi      |
|  |                            |
|  | Pachyrhachis problematicus |
|  |                            |

|  | Haasiophis terrasanctus                                                              |
|  |                                                                                      |
|  | \| \| Eupodophis descouensi \| \| \| \| \| \| Pachyrhachis problematicus \| \| \| \| |
|  |                                                                                      |
|  | Eupodophis descouensi                                                                |
|  |                                                                                      |
|  | Pachyrhachis problematicus                                                           |
|  |                                                                                      |

|  | Eupodophis descouensi      |
|  |                            |
|  | Pachyrhachis problematicus |
|  |                            |

|  | Haasiophis terrasanctus                                                              |
|  |                                                                                      |
|  | \| \| Eupodophis descouensi \| \| \| \| \| \| Pachyrhachis problematicus \| \| \| \| |
|  |                                                                                      |
|  | Eupodophis descouensi                                                                |
|  |                                                                                      |
|  | Pachyrhachis problematicus                                                           |
|  |                                                                                      |

|  | Eupodophis descouensi      |
|  |                            |
|  | Pachyrhachis problematicus |
|  |                            |

|  | Haasiophis terrasanctus                                                              |
|  |                                                                                      |
|  | \| \| Eupodophis descouensi \| \| \| \| \| \| Pachyrhachis problematicus \| \| \| \| |
|  |                                                                                      |
|  | Eupodophis descouensi                                                                |
|  |                                                                                      |
|  | Pachyrhachis problematicus                                                           |
|  |                                                                                      |

|  | Eupodophis descouensi      |
|  |                            |
|  | Pachyrhachis problematicus |
|  |                            |

|  | Haasiophis terrasanctus                                                              |
|  |                                                                                      |
|  | \| \| Eupodophis descouensi \| \| \| \| \| \| Pachyrhachis problematicus \| \| \| \| |
|  |                                                                                      |
|  | Eupodophis descouensi                                                                |
|  |                                                                                      |
|  | Pachyrhachis problematicus                                                           |
|  |                                                                                      |

|  | Eupodophis descouensi      |
|  |                            |
|  | Pachyrhachis problematicus |
|  |                            |

|  | Haasiophis terrasanctus                                                              |
|  |                                                                                      |
|  | \| \| Eupodophis descouensi \| \| \| \| \| \| Pachyrhachis problematicus \| \| \| \| |
|  |                                                                                      |
|  | Eupodophis descouensi                                                                |
|  |                                                                                      |
|  | Pachyrhachis problematicus                                                           |
|  |                                                                                      |

|  | Eupodophis descouensi      |
|  |                            |
|  | Pachyrhachis problematicus |
|  |                            |

|  | Haasiophis terrasanctus                                                              |
|  |                                                                                      |
|  | \| \| Eupodophis descouensi \| \| \| \| \| \| Pachyrhachis problematicus \| \| \| \| |
|  |                                                                                      |
|  | Eupodophis descouensi                                                                |
|  |                                                                                      |
|  | Pachyrhachis problematicus                                                           |
|  |                                                                                      |

|  | Eupodophis descouensi      |
|  |                            |
|  | Pachyrhachis problematicus |
|  |                            |

|  | Tetrapodophis amplectus |
|  |                         |
|  | Coniophis precedens     |
|  |                         |

|  | Haasiophis terrasanctus                                                              |
|  |                                                                                      |
|  | \| \| Eupodophis descouensi \| \| \| \| \| \| Pachyrhachis problematicus \| \| \| \| |
|  |                                                                                      |
|  | Eupodophis descouensi                                                                |
|  |                                                                                      |
|  | Pachyrhachis problematicus                                                           |
|  |                                                                                      |

|  | Eupodophis descouensi      |
|  |                            |
|  | Pachyrhachis problematicus |
|  |                            |

|  | Haasiophis terrasanctus                                                              |
|  |                                                                                      |
|  | \| \| Eupodophis descouensi \| \| \| \| \| \| Pachyrhachis problematicus \| \| \| \| |
|  |                                                                                      |
|  | Eupodophis descouensi                                                                |
|  |                                                                                      |
|  | Pachyrhachis problematicus                                                           |
|  |                                                                                      |

|  | Eupodophis descouensi      |
|  |                            |
|  | Pachyrhachis problematicus |
|  |                            |

|  | Haasiophis terrasanctus                                                              |
|  |                                                                                      |
|  | \| \| Eupodophis descouensi \| \| \| \| \| \| Pachyrhachis problematicus \| \| \| \| |
|  |                                                                                      |
|  | Eupodophis descouensi                                                                |
|  |                                                                                      |
|  | Pachyrhachis problematicus                                                           |
|  |                                                                                      |

|  | Eupodophis descouensi      |
|  |                            |
|  | Pachyrhachis problematicus |
|  |                            |

|  | Haasiophis terrasanctus                                                              |
|  |                                                                                      |
|  | \| \| Eupodophis descouensi \| \| \| \| \| \| Pachyrhachis problematicus \| \| \| \| |
|  |                                                                                      |
|  | Eupodophis descouensi                                                                |
|  |                                                                                      |
|  | Pachyrhachis problematicus                                                           |
|  |                                                                                      |

|  | Eupodophis descouensi      |
|  |                            |
|  | Pachyrhachis problematicus |
|  |                            |

|  | Haasiophis terrasanctus                                                              |
|  |                                                                                      |
|  | \| \| Eupodophis descouensi \| \| \| \| \| \| Pachyrhachis problematicus \| \| \| \| |
|  |                                                                                      |
|  | Eupodophis descouensi                                                                |
|  |                                                                                      |
|  | Pachyrhachis problematicus                                                           |
|  |                                                                                      |

|  | Eupodophis descouensi      |
|  |                            |
|  | Pachyrhachis problematicus |
|  |                            |

|  | Haasiophis terrasanctus                                                              |
|  |                                                                                      |
|  | \| \| Eupodophis descouensi \| \| \| \| \| \| Pachyrhachis problematicus \| \| \| \| |
|  |                                                                                      |
|  | Eupodophis descouensi                                                                |
|  |                                                                                      |
|  | Pachyrhachis problematicus                                                           |
|  |                                                                                      |

|  | Eupodophis descouensi      |
|  |                            |
|  | Pachyrhachis problematicus |
|  |                            |

|  | Haasiophis terrasanctus                                                              |
|  |                                                                                      |
|  | \| \| Eupodophis descouensi \| \| \| \| \| \| Pachyrhachis problematicus \| \| \| \| |
|  |                                                                                      |
|  | Eupodophis descouensi                                                                |
|  |                                                                                      |
|  | Pachyrhachis problematicus                                                           |
|  |                                                                                      |

|  | Eupodophis descouensi      |
|  |                            |
|  | Pachyrhachis problematicus |
|  |                            |

|  | Haasiophis terrasanctus                                                              |
|  |                                                                                      |
|  | \| \| Eupodophis descouensi \| \| \| \| \| \| Pachyrhachis problematicus \| \| \| \| |
|  |                                                                                      |
|  | Eupodophis descouensi                                                                |
|  |                                                                                      |
|  | Pachyrhachis problematicus                                                           |
|  |                                                                                      |

|  | Eupodophis descouensi      |
|  |                            |
|  | Pachyrhachis problematicus |
|  |                            |

|  | Haasiophis terrasanctus                                                              |
|  |                                                                                      |
|  | \| \| Eupodophis descouensi \| \| \| \| \| \| Pachyrhachis problematicus \| \| \| \| |
|  |                                                                                      |
|  | Eupodophis descouensi                                                                |
|  |                                                                                      |
|  | Pachyrhachis problematicus                                                           |
|  |                                                                                      |

|  | Eupodophis descouensi      |
|  |                            |
|  | Pachyrhachis problematicus |
|  |                            |

|  | Haasiophis terrasanctus                                                              |
|  |                                                                                      |
|  | \| \| Eupodophis descouensi \| \| \| \| \| \| Pachyrhachis problematicus \| \| \| \| |
|  |                                                                                      |
|  | Eupodophis descouensi                                                                |
|  |                                                                                      |
|  | Pachyrhachis problematicus                                                           |
|  |                                                                                      |

|  | Eupodophis descouensi      |
|  |                            |
|  | Pachyrhachis problematicus |
|  |                            |

|  | Haasiophis terrasanctus                                                              |
|  |                                                                                      |
|  | \| \| Eupodophis descouensi \| \| \| \| \| \| Pachyrhachis problematicus \| \| \| \| |
|  |                                                                                      |
|  | Eupodophis descouensi                                                                |
|  |                                                                                      |
|  | Pachyrhachis problematicus                                                           |
|  |                                                                                      |

|  | Eupodophis descouensi      |
|  |                            |
|  | Pachyrhachis problematicus |
|  |                            |

|  | Haasiophis terrasanctus                                                              |
|  |                                                                                      |
|  | \| \| Eupodophis descouensi \| \| \| \| \| \| Pachyrhachis problematicus \| \| \| \| |
|  |                                                                                      |
|  | Eupodophis descouensi                                                                |
|  |                                                                                      |
|  | Pachyrhachis problematicus                                                           |
|  |                                                                                      |

|  | Eupodophis descouensi      |
|  |                            |
|  | Pachyrhachis problematicus |
|  |                            |

|  | Haasiophis terrasanctus                                                              |
|  |                                                                                      |
|  | \| \| Eupodophis descouensi \| \| \| \| \| \| Pachyrhachis problematicus \| \| \| \| |
|  |                                                                                      |
|  | Eupodophis descouensi                                                                |
|  |                                                                                      |
|  | Pachyrhachis problematicus                                                           |
|  |                                                                                      |

|  | Eupodophis descouensi      |
|  |                            |
|  | Pachyrhachis problematicus |
|  |                            |

|  | Haasiophis terrasanctus                                                              |
|  |                                                                                      |
|  | \| \| Eupodophis descouensi \| \| \| \| \| \| Pachyrhachis problematicus \| \| \| \| |
|  |                                                                                      |
|  | Eupodophis descouensi                                                                |
|  |                                                                                      |
|  | Pachyrhachis problematicus                                                           |
|  |                                                                                      |

|  | Eupodophis descouensi      |
|  |                            |
|  | Pachyrhachis problematicus |
|  |                            |

|  | Haasiophis terrasanctus                                                              |
|  |                                                                                      |
|  | \| \| Eupodophis descouensi \| \| \| \| \| \| Pachyrhachis problematicus \| \| \| \| |
|  |                                                                                      |
|  | Eupodophis descouensi                                                                |
|  |                                                                                      |
|  | Pachyrhachis problematicus                                                           |
|  |                                                                                      |

|  | Eupodophis descouensi      |
|  |                            |
|  | Pachyrhachis problematicus |
|  |                            |

|  | Haasiophis terrasanctus                                                              |
|  |                                                                                      |
|  | \| \| Eupodophis descouensi \| \| \| \| \| \| Pachyrhachis problematicus \| \| \| \| |
|  |                                                                                      |
|  | Eupodophis descouensi                                                                |
|  |                                                                                      |
|  | Pachyrhachis problematicus                                                           |
|  |                                                                                      |

|  | Eupodophis descouensi      |
|  |                            |
|  | Pachyrhachis problematicus |
|  |                            |

|  | Haasiophis terrasanctus                                                              |
|  |                                                                                      |
|  | \| \| Eupodophis descouensi \| \| \| \| \| \| Pachyrhachis problematicus \| \| \| \| |
|  |                                                                                      |
|  | Eupodophis descouensi                                                                |
|  |                                                                                      |
|  | Pachyrhachis problematicus                                                           |
|  |                                                                                      |

|  | Eupodophis descouensi      |
|  |                            |
|  | Pachyrhachis problematicus |
|  |                            |

|  | Haasiophis terrasanctus                                                              |
|  |                                                                                      |
|  | \| \| Eupodophis descouensi \| \| \| \| \| \| Pachyrhachis problematicus \| \| \| \| |
|  |                                                                                      |
|  | Eupodophis descouensi                                                                |
|  |                                                                                      |
|  | Pachyrhachis problematicus                                                           |
|  |                                                                                      |

|  | Eupodophis descouensi      |
|  |                            |
|  | Pachyrhachis problematicus |
|  |                            |

|  | Haasiophis terrasanctus                                                              |
|  |                                                                                      |
|  | \| \| Eupodophis descouensi \| \| \| \| \| \| Pachyrhachis problematicus \| \| \| \| |
|  |                                                                                      |
|  | Eupodophis descouensi                                                                |
|  |                                                                                      |
|  | Pachyrhachis problematicus                                                           |
|  |                                                                                      |

|  | Eupodophis descouensi      |
|  |                            |
|  | Pachyrhachis problematicus |
|  |                            |

|  | Haasiophis terrasanctus                                                              |
|  |                                                                                      |
|  | \| \| Eupodophis descouensi \| \| \| \| \| \| Pachyrhachis problematicus \| \| \| \| |
|  |                                                                                      |
|  | Eupodophis descouensi                                                                |
|  |                                                                                      |
|  | Pachyrhachis problematicus                                                           |
|  |                                                                                      |

|  | Eupodophis descouensi      |
|  |                            |
|  | Pachyrhachis problematicus |
|  |                            |

|  | Haasiophis terrasanctus                                                              |
|  |                                                                                      |
|  | \| \| Eupodophis descouensi \| \| \| \| \| \| Pachyrhachis problematicus \| \| \| \| |
|  |                                                                                      |
|  | Eupodophis descouensi                                                                |
|  |                                                                                      |
|  | Pachyrhachis problematicus                                                           |
|  |                                                                                      |

|  | Eupodophis descouensi      |
|  |                            |
|  | Pachyrhachis problematicus |
|  |                            |

|  | Haasiophis terrasanctus                                                              |
|  |                                                                                      |
|  | \| \| Eupodophis descouensi \| \| \| \| \| \| Pachyrhachis problematicus \| \| \| \| |
|  |                                                                                      |
|  | Eupodophis descouensi                                                                |
|  |                                                                                      |
|  | Pachyrhachis problematicus                                                           |
|  |                                                                                      |

|  | Eupodophis descouensi      |
|  |                            |
|  | Pachyrhachis problematicus |
|  |                            |

|  | Haasiophis terrasanctus                                                              |
|  |                                                                                      |
|  | \| \| Eupodophis descouensi \| \| \| \| \| \| Pachyrhachis problematicus \| \| \| \| |
|  |                                                                                      |
|  | Eupodophis descouensi                                                                |
|  |                                                                                      |
|  | Pachyrhachis problematicus                                                           |
|  |                                                                                      |

|  | Eupodophis descouensi      |
|  |                            |
|  | Pachyrhachis problematicus |
|  |                            |

|  | Haasiophis terrasanctus                                                              |
|  |                                                                                      |
|  | \| \| Eupodophis descouensi \| \| \| \| \| \| Pachyrhachis problematicus \| \| \| \| |
|  |                                                                                      |
|  | Eupodophis descouensi                                                                |
|  |                                                                                      |
|  | Pachyrhachis problematicus                                                           |
|  |                                                                                      |

|  | Eupodophis descouensi      |
|  |                            |
|  | Pachyrhachis problematicus |
|  |                            |

|  | Haasiophis terrasanctus                                                              |
|  |                                                                                      |
|  | \| \| Eupodophis descouensi \| \| \| \| \| \| Pachyrhachis problematicus \| \| \| \| |
|  |                                                                                      |
|  | Eupodophis descouensi                                                                |
|  |                                                                                      |
|  | Pachyrhachis problematicus                                                           |
|  |                                                                                      |

|  | Eupodophis descouensi      |
|  |                            |
|  | Pachyrhachis problematicus |
|  |                            |

|  | Haasiophis terrasanctus                                                              |
|  |                                                                                      |
|  | \| \| Eupodophis descouensi \| \| \| \| \| \| Pachyrhachis problematicus \| \| \| \| |
|  |                                                                                      |
|  | Eupodophis descouensi                                                                |
|  |                                                                                      |
|  | Pachyrhachis problematicus                                                           |
|  |                                                                                      |

|  | Eupodophis descouensi      |
|  |                            |
|  | Pachyrhachis problematicus |
|  |                            |

|  | Haasiophis terrasanctus                                                              |
|  |                                                                                      |
|  | \| \| Eupodophis descouensi \| \| \| \| \| \| Pachyrhachis problematicus \| \| \| \| |
|  |                                                                                      |
|  | Eupodophis descouensi                                                                |
|  |                                                                                      |
|  | Pachyrhachis problematicus                                                           |
|  |                                                                                      |

|  | Eupodophis descouensi      |
|  |                            |
|  | Pachyrhachis problematicus |
|  |                            |

|  | Haasiophis terrasanctus                                                              |
|  |                                                                                      |
|  | \| \| Eupodophis descouensi \| \| \| \| \| \| Pachyrhachis problematicus \| \| \| \| |
|  |                                                                                      |
|  | Eupodophis descouensi                                                                |
|  |                                                                                      |
|  | Pachyrhachis problematicus                                                           |
|  |                                                                                      |

|  | Eupodophis descouensi      |
|  |                            |
|  | Pachyrhachis problematicus |
|  |                            |

|  | Haasiophis terrasanctus                                                              |
|  |                                                                                      |
|  | \| \| Eupodophis descouensi \| \| \| \| \| \| Pachyrhachis problematicus \| \| \| \| |
|  |                                                                                      |
|  | Eupodophis descouensi                                                                |
|  |                                                                                      |
|  | Pachyrhachis problematicus                                                           |
|  |                                                                                      |

|  | Eupodophis descouensi      |
|  |                            |
|  | Pachyrhachis problematicus |
|  |                            |

|  | Haasiophis terrasanctus                                                              |
|  |                                                                                      |
|  | \| \| Eupodophis descouensi \| \| \| \| \| \| Pachyrhachis problematicus \| \| \| \| |
|  |                                                                                      |
|  | Eupodophis descouensi                                                                |
|  |                                                                                      |
|  | Pachyrhachis problematicus                                                           |
|  |                                                                                      |

|  | Eupodophis descouensi      |
|  |                            |
|  | Pachyrhachis problematicus |
|  |                            |

|  | Haasiophis terrasanctus                                                              |
|  |                                                                                      |
|  | \| \| Eupodophis descouensi \| \| \| \| \| \| Pachyrhachis problematicus \| \| \| \| |
|  |                                                                                      |
|  | Eupodophis descouensi                                                                |
|  |                                                                                      |
|  | Pachyrhachis problematicus                                                           |
|  |                                                                                      |

|  | Eupodophis descouensi      |
|  |                            |
|  | Pachyrhachis problematicus |
|  |                            |

|  | Haasiophis terrasanctus                                                              |
|  |                                                                                      |
|  | \| \| Eupodophis descouensi \| \| \| \| \| \| Pachyrhachis problematicus \| \| \| \| |
|  |                                                                                      |
|  | Eupodophis descouensi                                                                |
|  |                                                                                      |
|  | Pachyrhachis problematicus                                                           |
|  |                                                                                      |

|  | Eupodophis descouensi      |
|  |                            |
|  | Pachyrhachis problematicus |
|  |                            |

|  | Tetrapodophis amplectus |
|  |                         |
|  | Coniophis precedens     |
|  |                         |

|  | Haasiophis terrasanctus                                                              |
|  |                                                                                      |
|  | \| \| Eupodophis descouensi \| \| \| \| \| \| Pachyrhachis problematicus \| \| \| \| |
|  |                                                                                      |
|  | Eupodophis descouensi                                                                |
|  |                                                                                      |
|  | Pachyrhachis problematicus                                                           |
|  |                                                                                      |

|  | Eupodophis descouensi      |
|  |                            |
|  | Pachyrhachis problematicus |
|  |                            |

|  | Haasiophis terrasanctus                                                              |
|  |                                                                                      |
|  | \| \| Eupodophis descouensi \| \| \| \| \| \| Pachyrhachis problematicus \| \| \| \| |
|  |                                                                                      |
|  | Eupodophis descouensi                                                                |
|  |                                                                                      |
|  | Pachyrhachis problematicus                                                           |
|  |                                                                                      |

|  | Eupodophis descouensi      |
|  |                            |
|  | Pachyrhachis problematicus |
|  |                            |

|  | Haasiophis terrasanctus                                                              |
|  |                                                                                      |
|  | \| \| Eupodophis descouensi \| \| \| \| \| \| Pachyrhachis problematicus \| \| \| \| |
|  |                                                                                      |
|  | Eupodophis descouensi                                                                |
|  |                                                                                      |
|  | Pachyrhachis problematicus                                                           |
|  |                                                                                      |

|  | Eupodophis descouensi      |
|  |                            |
|  | Pachyrhachis problematicus |
|  |                            |

|  | Haasiophis terrasanctus                                                              |
|  |                                                                                      |
|  | \| \| Eupodophis descouensi \| \| \| \| \| \| Pachyrhachis problematicus \| \| \| \| |
|  |                                                                                      |
|  | Eupodophis descouensi                                                                |
|  |                                                                                      |
|  | Pachyrhachis problematicus                                                           |
|  |                                                                                      |

|  | Eupodophis descouensi      |
|  |                            |
|  | Pachyrhachis problematicus |
|  |                            |

|  | Haasiophis terrasanctus                                                              |
|  |                                                                                      |
|  | \| \| Eupodophis descouensi \| \| \| \| \| \| Pachyrhachis problematicus \| \| \| \| |
|  |                                                                                      |
|  | Eupodophis descouensi                                                                |
|  |                                                                                      |
|  | Pachyrhachis problematicus                                                           |
|  |                                                                                      |

|  | Eupodophis descouensi      |
|  |                            |
|  | Pachyrhachis problematicus |
|  |                            |

|  | Haasiophis terrasanctus                                                              |
|  |                                                                                      |
|  | \| \| Eupodophis descouensi \| \| \| \| \| \| Pachyrhachis problematicus \| \| \| \| |
|  |                                                                                      |
|  | Eupodophis descouensi                                                                |
|  |                                                                                      |
|  | Pachyrhachis problematicus                                                           |
|  |                                                                                      |

|  | Eupodophis descouensi      |
|  |                            |
|  | Pachyrhachis problematicus |
|  |                            |

|  | Haasiophis terrasanctus                                                              |
|  |                                                                                      |
|  | \| \| Eupodophis descouensi \| \| \| \| \| \| Pachyrhachis problematicus \| \| \| \| |
|  |                                                                                      |
|  | Eupodophis descouensi                                                                |
|  |                                                                                      |
|  | Pachyrhachis problematicus                                                           |
|  |                                                                                      |

|  | Eupodophis descouensi      |
|  |                            |
|  | Pachyrhachis problematicus |
|  |                            |

|  | Haasiophis terrasanctus                                                              |
|  |                                                                                      |
|  | \| \| Eupodophis descouensi \| \| \| \| \| \| Pachyrhachis problematicus \| \| \| \| |
|  |                                                                                      |
|  | Eupodophis descouensi                                                                |
|  |                                                                                      |
|  | Pachyrhachis problematicus                                                           |
|  |                                                                                      |

|  | Eupodophis descouensi      |
|  |                            |
|  | Pachyrhachis problematicus |
|  |                            |

|  | Haasiophis terrasanctus                                                              |
|  |                                                                                      |
|  | \| \| Eupodophis descouensi \| \| \| \| \| \| Pachyrhachis problematicus \| \| \| \| |
|  |                                                                                      |
|  | Eupodophis descouensi                                                                |
|  |                                                                                      |
|  | Pachyrhachis problematicus                                                           |
|  |                                                                                      |

|  | Eupodophis descouensi      |
|  |                            |
|  | Pachyrhachis problematicus |
|  |                            |

|  | Haasiophis terrasanctus                                                              |
|  |                                                                                      |
|  | \| \| Eupodophis descouensi \| \| \| \| \| \| Pachyrhachis problematicus \| \| \| \| |
|  |                                                                                      |
|  | Eupodophis descouensi                                                                |
|  |                                                                                      |
|  | Pachyrhachis problematicus                                                           |
|  |                                                                                      |

|  | Eupodophis descouensi      |
|  |                            |
|  | Pachyrhachis problematicus |
|  |                            |

|  | Haasiophis terrasanctus                                                              |
|  |                                                                                      |
|  | \| \| Eupodophis descouensi \| \| \| \| \| \| Pachyrhachis problematicus \| \| \| \| |
|  |                                                                                      |
|  | Eupodophis descouensi                                                                |
|  |                                                                                      |
|  | Pachyrhachis problematicus                                                           |
|  |                                                                                      |

|  | Eupodophis descouensi      |
|  |                            |
|  | Pachyrhachis problematicus |
|  |                            |

|  | Haasiophis terrasanctus                                                              |
|  |                                                                                      |
|  | \| \| Eupodophis descouensi \| \| \| \| \| \| Pachyrhachis problematicus \| \| \| \| |
|  |                                                                                      |
|  | Eupodophis descouensi                                                                |
|  |                                                                                      |
|  | Pachyrhachis problematicus                                                           |
|  |                                                                                      |

|  | Eupodophis descouensi      |
|  |                            |
|  | Pachyrhachis problematicus |
|  |                            |

|  | Haasiophis terrasanctus                                                              |
|  |                                                                                      |
|  | \| \| Eupodophis descouensi \| \| \| \| \| \| Pachyrhachis problematicus \| \| \| \| |
|  |                                                                                      |
|  | Eupodophis descouensi                                                                |
|  |                                                                                      |
|  | Pachyrhachis problematicus                                                           |
|  |                                                                                      |

|  | Eupodophis descouensi      |
|  |                            |
|  | Pachyrhachis problematicus |
|  |                            |

|  | Haasiophis terrasanctus                                                              |
|  |                                                                                      |
|  | \| \| Eupodophis descouensi \| \| \| \| \| \| Pachyrhachis problematicus \| \| \| \| |
|  |                                                                                      |
|  | Eupodophis descouensi                                                                |
|  |                                                                                      |
|  | Pachyrhachis problematicus                                                           |
|  |                                                                                      |

|  | Eupodophis descouensi      |
|  |                            |
|  | Pachyrhachis problematicus |
|  |                            |

|  | Haasiophis terrasanctus                                                              |
|  |                                                                                      |
|  | \| \| Eupodophis descouensi \| \| \| \| \| \| Pachyrhachis problematicus \| \| \| \| |
|  |                                                                                      |
|  | Eupodophis descouensi                                                                |
|  |                                                                                      |
|  | Pachyrhachis problematicus                                                           |
|  |                                                                                      |

|  | Eupodophis descouensi      |
|  |                            |
|  | Pachyrhachis problematicus |
|  |                            |

|  | Haasiophis terrasanctus                                                              |
|  |                                                                                      |
|  | \| \| Eupodophis descouensi \| \| \| \| \| \| Pachyrhachis problematicus \| \| \| \| |
|  |                                                                                      |
|  | Eupodophis descouensi                                                                |
|  |                                                                                      |
|  | Pachyrhachis problematicus                                                           |
|  |                                                                                      |

|  | Eupodophis descouensi      |
|  |                            |
|  | Pachyrhachis problematicus |
|  |                            |

|  | Haasiophis terrasanctus                                                              |
|  |                                                                                      |
|  | \| \| Eupodophis descouensi \| \| \| \| \| \| Pachyrhachis problematicus \| \| \| \| |
|  |                                                                                      |
|  | Eupodophis descouensi                                                                |
|  |                                                                                      |
|  | Pachyrhachis problematicus                                                           |
|  |                                                                                      |

|  | Eupodophis descouensi      |
|  |                            |
|  | Pachyrhachis problematicus |
|  |                            |

|  | Haasiophis terrasanctus                                                              |
|  |                                                                                      |
|  | \| \| Eupodophis descouensi \| \| \| \| \| \| Pachyrhachis problematicus \| \| \| \| |
|  |                                                                                      |
|  | Eupodophis descouensi                                                                |
|  |                                                                                      |
|  | Pachyrhachis problematicus                                                           |
|  |                                                                                      |

|  | Eupodophis descouensi      |
|  |                            |
|  | Pachyrhachis problematicus |
|  |                            |

|  | Haasiophis terrasanctus                                                              |
|  |                                                                                      |
|  | \| \| Eupodophis descouensi \| \| \| \| \| \| Pachyrhachis problematicus \| \| \| \| |
|  |                                                                                      |
|  | Eupodophis descouensi                                                                |
|  |                                                                                      |
|  | Pachyrhachis problematicus                                                           |
|  |                                                                                      |

|  | Eupodophis descouensi      |
|  |                            |
|  | Pachyrhachis problematicus |
|  |                            |

|  | Haasiophis terrasanctus                                                              |
|  |                                                                                      |
|  | \| \| Eupodophis descouensi \| \| \| \| \| \| Pachyrhachis problematicus \| \| \| \| |
|  |                                                                                      |
|  | Eupodophis descouensi                                                                |
|  |                                                                                      |
|  | Pachyrhachis problematicus                                                           |
|  |                                                                                      |

|  | Eupodophis descouensi      |
|  |                            |
|  | Pachyrhachis problematicus |
|  |                            |

|  | Haasiophis terrasanctus                                                              |
|  |                                                                                      |
|  | \| \| Eupodophis descouensi \| \| \| \| \| \| Pachyrhachis problematicus \| \| \| \| |
|  |                                                                                      |
|  | Eupodophis descouensi                                                                |
|  |                                                                                      |
|  | Pachyrhachis problematicus                                                           |
|  |                                                                                      |

|  | Eupodophis descouensi      |
|  |                            |
|  | Pachyrhachis problematicus |
|  |                            |

|  | Haasiophis terrasanctus                                                              |
|  |                                                                                      |
|  | \| \| Eupodophis descouensi \| \| \| \| \| \| Pachyrhachis problematicus \| \| \| \| |
|  |                                                                                      |
|  | Eupodophis descouensi                                                                |
|  |                                                                                      |
|  | Pachyrhachis problematicus                                                           |
|  |                                                                                      |

|  | Eupodophis descouensi      |
|  |                            |
|  | Pachyrhachis problematicus |
|  |                            |

|  | Haasiophis terrasanctus                                                              |
|  |                                                                                      |
|  | \| \| Eupodophis descouensi \| \| \| \| \| \| Pachyrhachis problematicus \| \| \| \| |
|  |                                                                                      |
|  | Eupodophis descouensi                                                                |
|  |                                                                                      |
|  | Pachyrhachis problematicus                                                           |
|  |                                                                                      |

|  | Eupodophis descouensi      |
|  |                            |
|  | Pachyrhachis problematicus |
|  |                            |

|  | Haasiophis terrasanctus                                                              |
|  |                                                                                      |
|  | \| \| Eupodophis descouensi \| \| \| \| \| \| Pachyrhachis problematicus \| \| \| \| |
|  |                                                                                      |
|  | Eupodophis descouensi                                                                |
|  |                                                                                      |
|  | Pachyrhachis problematicus                                                           |
|  |                                                                                      |

|  | Eupodophis descouensi      |
|  |                            |
|  | Pachyrhachis problematicus |
|  |                            |

|  | Haasiophis terrasanctus                                                              |
|  |                                                                                      |
|  | \| \| Eupodophis descouensi \| \| \| \| \| \| Pachyrhachis problematicus \| \| \| \| |
|  |                                                                                      |
|  | Eupodophis descouensi                                                                |
|  |                                                                                      |
|  | Pachyrhachis problematicus                                                           |
|  |                                                                                      |

|  | Eupodophis descouensi      |
|  |                            |
|  | Pachyrhachis problematicus |
|  |                            |

|  | Haasiophis terrasanctus                                                              |
|  |                                                                                      |
|  | \| \| Eupodophis descouensi \| \| \| \| \| \| Pachyrhachis problematicus \| \| \| \| |
|  |                                                                                      |
|  | Eupodophis descouensi                                                                |
|  |                                                                                      |
|  | Pachyrhachis problematicus                                                           |
|  |                                                                                      |

|  | Eupodophis descouensi      |
|  |                            |
|  | Pachyrhachis problematicus |
|  |                            |

|  | Haasiophis terrasanctus                                                              |
|  |                                                                                      |
|  | \| \| Eupodophis descouensi \| \| \| \| \| \| Pachyrhachis problematicus \| \| \| \| |
|  |                                                                                      |
|  | Eupodophis descouensi                                                                |
|  |                                                                                      |
|  | Pachyrhachis problematicus                                                           |
|  |                                                                                      |

|  | Eupodophis descouensi      |
|  |                            |
|  | Pachyrhachis problematicus |
|  |                            |

|  | Haasiophis terrasanctus                                                              |
|  |                                                                                      |
|  | \| \| Eupodophis descouensi \| \| \| \| \| \| Pachyrhachis problematicus \| \| \| \| |
|  |                                                                                      |
|  | Eupodophis descouensi                                                                |
|  |                                                                                      |
|  | Pachyrhachis problematicus                                                           |
|  |                                                                                      |

|  | Eupodophis descouensi      |
|  |                            |
|  | Pachyrhachis problematicus |
|  |                            |

|  | Haasiophis terrasanctus                                                              |
|  |                                                                                      |
|  | \| \| Eupodophis descouensi \| \| \| \| \| \| Pachyrhachis problematicus \| \| \| \| |
|  |                                                                                      |
|  | Eupodophis descouensi                                                                |
|  |                                                                                      |
|  | Pachyrhachis problematicus                                                           |
|  |                                                                                      |

|  | Eupodophis descouensi      |
|  |                            |
|  | Pachyrhachis problematicus |
|  |                            |

|  | Haasiophis terrasanctus                                                              |
|  |                                                                                      |
|  | \| \| Eupodophis descouensi \| \| \| \| \| \| Pachyrhachis problematicus \| \| \| \| |
|  |                                                                                      |
|  | Eupodophis descouensi                                                                |
|  |                                                                                      |
|  | Pachyrhachis problematicus                                                           |
|  |                                                                                      |

|  | Eupodophis descouensi      |
|  |                            |
|  | Pachyrhachis problematicus |
|  |                            |

|  | Haasiophis terrasanctus                                                              |
|  |                                                                                      |
|  | \| \| Eupodophis descouensi \| \| \| \| \| \| Pachyrhachis problematicus \| \| \| \| |
|  |                                                                                      |
|  | Eupodophis descouensi                                                                |
|  |                                                                                      |
|  | Pachyrhachis problematicus                                                           |
|  |                                                                                      |

|  | Eupodophis descouensi      |
|  |                            |
|  | Pachyrhachis problematicus |
|  |                            |

|  | Haasiophis terrasanctus                                                              |
|  |                                                                                      |
|  | \| \| Eupodophis descouensi \| \| \| \| \| \| Pachyrhachis problematicus \| \| \| \| |
|  |                                                                                      |
|  | Eupodophis descouensi                                                                |
|  |                                                                                      |
|  | Pachyrhachis problematicus                                                           |
|  |                                                                                      |

|  | Eupodophis descouensi      |
|  |                            |
|  | Pachyrhachis problematicus |
|  |                            |

|  | Tetrapodophis amplectus |
|  |                         |
|  | Coniophis precedens     |
|  |                         |

|  | Haasiophis terrasanctus                                                              |
|  |                                                                                      |
|  | \| \| Eupodophis descouensi \| \| \| \| \| \| Pachyrhachis problematicus \| \| \| \| |
|  |                                                                                      |
|  | Eupodophis descouensi                                                                |
|  |                                                                                      |
|  | Pachyrhachis problematicus                                                           |
|  |                                                                                      |

|  | Eupodophis descouensi      |
|  |                            |
|  | Pachyrhachis problematicus |
|  |                            |

|  | Haasiophis terrasanctus                                                              |
|  |                                                                                      |
|  | \| \| Eupodophis descouensi \| \| \| \| \| \| Pachyrhachis problematicus \| \| \| \| |
|  |                                                                                      |
|  | Eupodophis descouensi                                                                |
|  |                                                                                      |
|  | Pachyrhachis problematicus                                                           |
|  |                                                                                      |

|  | Eupodophis descouensi      |
|  |                            |
|  | Pachyrhachis problematicus |
|  |                            |

|  | Haasiophis terrasanctus                                                              |
|  |                                                                                      |
|  | \| \| Eupodophis descouensi \| \| \| \| \| \| Pachyrhachis problematicus \| \| \| \| |
|  |                                                                                      |
|  | Eupodophis descouensi                                                                |
|  |                                                                                      |
|  | Pachyrhachis problematicus                                                           |
|  |                                                                                      |

|  | Eupodophis descouensi      |
|  |                            |
|  | Pachyrhachis problematicus |
|  |                            |

|  | Haasiophis terrasanctus                                                              |
|  |                                                                                      |
|  | \| \| Eupodophis descouensi \| \| \| \| \| \| Pachyrhachis problematicus \| \| \| \| |
|  |                                                                                      |
|  | Eupodophis descouensi                                                                |
|  |                                                                                      |
|  | Pachyrhachis problematicus                                                           |
|  |                                                                                      |

|  | Eupodophis descouensi      |
|  |                            |
|  | Pachyrhachis problematicus |
|  |                            |

|  | Haasiophis terrasanctus                                                              |
|  |                                                                                      |
|  | \| \| Eupodophis descouensi \| \| \| \| \| \| Pachyrhachis problematicus \| \| \| \| |
|  |                                                                                      |
|  | Eupodophis descouensi                                                                |
|  |                                                                                      |
|  | Pachyrhachis problematicus                                                           |
|  |                                                                                      |

|  | Eupodophis descouensi      |
|  |                            |
|  | Pachyrhachis problematicus |
|  |                            |

|  | Haasiophis terrasanctus                                                              |
|  |                                                                                      |
|  | \| \| Eupodophis descouensi \| \| \| \| \| \| Pachyrhachis problematicus \| \| \| \| |
|  |                                                                                      |
|  | Eupodophis descouensi                                                                |
|  |                                                                                      |
|  | Pachyrhachis problematicus                                                           |
|  |                                                                                      |

|  | Eupodophis descouensi      |
|  |                            |
|  | Pachyrhachis problematicus |
|  |                            |

|  | Haasiophis terrasanctus                                                              |
|  |                                                                                      |
|  | \| \| Eupodophis descouensi \| \| \| \| \| \| Pachyrhachis problematicus \| \| \| \| |
|  |                                                                                      |
|  | Eupodophis descouensi                                                                |
|  |                                                                                      |
|  | Pachyrhachis problematicus                                                           |
|  |                                                                                      |

|  | Eupodophis descouensi      |
|  |                            |
|  | Pachyrhachis problematicus |
|  |                            |

|  | Haasiophis terrasanctus                                                              |
|  |                                                                                      |
|  | \| \| Eupodophis descouensi \| \| \| \| \| \| Pachyrhachis problematicus \| \| \| \| |
|  |                                                                                      |
|  | Eupodophis descouensi                                                                |
|  |                                                                                      |
|  | Pachyrhachis problematicus                                                           |
|  |                                                                                      |

|  | Eupodophis descouensi      |
|  |                            |
|  | Pachyrhachis problematicus |
|  |                            |

|  | Haasiophis terrasanctus                                                              |
|  |                                                                                      |
|  | \| \| Eupodophis descouensi \| \| \| \| \| \| Pachyrhachis problematicus \| \| \| \| |
|  |                                                                                      |
|  | Eupodophis descouensi                                                                |
|  |                                                                                      |
|  | Pachyrhachis problematicus                                                           |
|  |                                                                                      |

|  | Eupodophis descouensi      |
|  |                            |
|  | Pachyrhachis problematicus |
|  |                            |

|  | Haasiophis terrasanctus                                                              |
|  |                                                                                      |
|  | \| \| Eupodophis descouensi \| \| \| \| \| \| Pachyrhachis problematicus \| \| \| \| |
|  |                                                                                      |
|  | Eupodophis descouensi                                                                |
|  |                                                                                      |
|  | Pachyrhachis problematicus                                                           |
|  |                                                                                      |

|  | Eupodophis descouensi      |
|  |                            |
|  | Pachyrhachis problematicus |
|  |                            |

|  | Haasiophis terrasanctus                                                              |
|  |                                                                                      |
|  | \| \| Eupodophis descouensi \| \| \| \| \| \| Pachyrhachis problematicus \| \| \| \| |
|  |                                                                                      |
|  | Eupodophis descouensi                                                                |
|  |                                                                                      |
|  | Pachyrhachis problematicus                                                           |
|  |                                                                                      |

|  | Eupodophis descouensi      |
|  |                            |
|  | Pachyrhachis problematicus |
|  |                            |

|  | Haasiophis terrasanctus                                                              |
|  |                                                                                      |
|  | \| \| Eupodophis descouensi \| \| \| \| \| \| Pachyrhachis problematicus \| \| \| \| |
|  |                                                                                      |
|  | Eupodophis descouensi                                                                |
|  |                                                                                      |
|  | Pachyrhachis problematicus                                                           |
|  |                                                                                      |

|  | Eupodophis descouensi      |
|  |                            |
|  | Pachyrhachis problematicus |
|  |                            |

|  | Haasiophis terrasanctus                                                              |
|  |                                                                                      |
|  | \| \| Eupodophis descouensi \| \| \| \| \| \| Pachyrhachis problematicus \| \| \| \| |
|  |                                                                                      |
|  | Eupodophis descouensi                                                                |
|  |                                                                                      |
|  | Pachyrhachis problematicus                                                           |
|  |                                                                                      |

|  | Eupodophis descouensi      |
|  |                            |
|  | Pachyrhachis problematicus |
|  |                            |

|  | Haasiophis terrasanctus                                                              |
|  |                                                                                      |
|  | \| \| Eupodophis descouensi \| \| \| \| \| \| Pachyrhachis problematicus \| \| \| \| |
|  |                                                                                      |
|  | Eupodophis descouensi                                                                |
|  |                                                                                      |
|  | Pachyrhachis problematicus                                                           |
|  |                                                                                      |

|  | Eupodophis descouensi      |
|  |                            |
|  | Pachyrhachis problematicus |
|  |                            |

|  | Haasiophis terrasanctus                                                              |
|  |                                                                                      |
|  | \| \| Eupodophis descouensi \| \| \| \| \| \| Pachyrhachis problematicus \| \| \| \| |
|  |                                                                                      |
|  | Eupodophis descouensi                                                                |
|  |                                                                                      |
|  | Pachyrhachis problematicus                                                           |
|  |                                                                                      |

|  | Eupodophis descouensi      |
|  |                            |
|  | Pachyrhachis problematicus |
|  |                            |

|  | Haasiophis terrasanctus                                                              |
|  |                                                                                      |
|  | \| \| Eupodophis descouensi \| \| \| \| \| \| Pachyrhachis problematicus \| \| \| \| |
|  |                                                                                      |
|  | Eupodophis descouensi                                                                |
|  |                                                                                      |
|  | Pachyrhachis problematicus                                                           |
|  |                                                                                      |

|  | Eupodophis descouensi      |
|  |                            |
|  | Pachyrhachis problematicus |
|  |                            |

|  | Haasiophis terrasanctus                                                              |
|  |                                                                                      |
|  | \| \| Eupodophis descouensi \| \| \| \| \| \| Pachyrhachis problematicus \| \| \| \| |
|  |                                                                                      |
|  | Eupodophis descouensi                                                                |
|  |                                                                                      |
|  | Pachyrhachis problematicus                                                           |
|  |                                                                                      |

|  | Eupodophis descouensi      |
|  |                            |
|  | Pachyrhachis problematicus |
|  |                            |

|  | Haasiophis terrasanctus                                                              |
|  |                                                                                      |
|  | \| \| Eupodophis descouensi \| \| \| \| \| \| Pachyrhachis problematicus \| \| \| \| |
|  |                                                                                      |
|  | Eupodophis descouensi                                                                |
|  |                                                                                      |
|  | Pachyrhachis problematicus                                                           |
|  |                                                                                      |

|  | Eupodophis descouensi      |
|  |                            |
|  | Pachyrhachis problematicus |
|  |                            |

|  | Haasiophis terrasanctus                                                              |
|  |                                                                                      |
|  | \| \| Eupodophis descouensi \| \| \| \| \| \| Pachyrhachis problematicus \| \| \| \| |
|  |                                                                                      |
|  | Eupodophis descouensi                                                                |
|  |                                                                                      |
|  | Pachyrhachis problematicus                                                           |
|  |                                                                                      |

|  | Eupodophis descouensi      |
|  |                            |
|  | Pachyrhachis problematicus |
|  |                            |

|  | Haasiophis terrasanctus                                                              |
|  |                                                                                      |
|  | \| \| Eupodophis descouensi \| \| \| \| \| \| Pachyrhachis problematicus \| \| \| \| |
|  |                                                                                      |
|  | Eupodophis descouensi                                                                |
|  |                                                                                      |
|  | Pachyrhachis problematicus                                                           |
|  |                                                                                      |

|  | Eupodophis descouensi      |
|  |                            |
|  | Pachyrhachis problematicus |
|  |                            |

|  | Haasiophis terrasanctus                                                              |
|  |                                                                                      |
|  | \| \| Eupodophis descouensi \| \| \| \| \| \| Pachyrhachis problematicus \| \| \| \| |
|  |                                                                                      |
|  | Eupodophis descouensi                                                                |
|  |                                                                                      |
|  | Pachyrhachis problematicus                                                           |
|  |                                                                                      |

|  | Eupodophis descouensi      |
|  |                            |
|  | Pachyrhachis problematicus |
|  |                            |

|  | Haasiophis terrasanctus                                                              |
|  |                                                                                      |
|  | \| \| Eupodophis descouensi \| \| \| \| \| \| Pachyrhachis problematicus \| \| \| \| |
|  |                                                                                      |
|  | Eupodophis descouensi                                                                |
|  |                                                                                      |
|  | Pachyrhachis problematicus                                                           |
|  |                                                                                      |

|  | Eupodophis descouensi      |
|  |                            |
|  | Pachyrhachis problematicus |
|  |                            |

|  | Haasiophis terrasanctus                                                              |
|  |                                                                                      |
|  | \| \| Eupodophis descouensi \| \| \| \| \| \| Pachyrhachis problematicus \| \| \| \| |
|  |                                                                                      |
|  | Eupodophis descouensi                                                                |
|  |                                                                                      |
|  | Pachyrhachis problematicus                                                           |
|  |                                                                                      |

|  | Eupodophis descouensi      |
|  |                            |
|  | Pachyrhachis problematicus |
|  |                            |

|  | Haasiophis terrasanctus                                                              |
|  |                                                                                      |
|  | \| \| Eupodophis descouensi \| \| \| \| \| \| Pachyrhachis problematicus \| \| \| \| |
|  |                                                                                      |
|  | Eupodophis descouensi                                                                |
|  |                                                                                      |
|  | Pachyrhachis problematicus                                                           |
|  |                                                                                      |

|  | Eupodophis descouensi      |
|  |                            |
|  | Pachyrhachis problematicus |
|  |                            |

|  | Haasiophis terrasanctus                                                              |
|  |                                                                                      |
|  | \| \| Eupodophis descouensi \| \| \| \| \| \| Pachyrhachis problematicus \| \| \| \| |
|  |                                                                                      |
|  | Eupodophis descouensi                                                                |
|  |                                                                                      |
|  | Pachyrhachis problematicus                                                           |
|  |                                                                                      |

|  | Eupodophis descouensi      |
|  |                            |
|  | Pachyrhachis problematicus |
|  |                            |

|  | Haasiophis terrasanctus                                                              |
|  |                                                                                      |
|  | \| \| Eupodophis descouensi \| \| \| \| \| \| Pachyrhachis problematicus \| \| \| \| |
|  |                                                                                      |
|  | Eupodophis descouensi                                                                |
|  |                                                                                      |
|  | Pachyrhachis problematicus                                                           |
|  |                                                                                      |

|  | Eupodophis descouensi      |
|  |                            |
|  | Pachyrhachis problematicus |
|  |                            |

|  | Haasiophis terrasanctus                                                              |
|  |                                                                                      |
|  | \| \| Eupodophis descouensi \| \| \| \| \| \| Pachyrhachis problematicus \| \| \| \| |
|  |                                                                                      |
|  | Eupodophis descouensi                                                                |
|  |                                                                                      |
|  | Pachyrhachis problematicus                                                           |
|  |                                                                                      |

|  | Eupodophis descouensi      |
|  |                            |
|  | Pachyrhachis problematicus |
|  |                            |

|  | Haasiophis terrasanctus                                                              |
|  |                                                                                      |
|  | \| \| Eupodophis descouensi \| \| \| \| \| \| Pachyrhachis problematicus \| \| \| \| |
|  |                                                                                      |
|  | Eupodophis descouensi                                                                |
|  |                                                                                      |
|  | Pachyrhachis problematicus                                                           |
|  |                                                                                      |

|  | Eupodophis descouensi      |
|  |                            |
|  | Pachyrhachis problematicus |
|  |                            |

|  | Haasiophis terrasanctus                                                              |
|  |                                                                                      |
|  | \| \| Eupodophis descouensi \| \| \| \| \| \| Pachyrhachis problematicus \| \| \| \| |
|  |                                                                                      |
|  | Eupodophis descouensi                                                                |
|  |                                                                                      |
|  | Pachyrhachis problematicus                                                           |
|  |                                                                                      |

|  | Eupodophis descouensi      |
|  |                            |
|  | Pachyrhachis problematicus |
|  |                            |

|  | Haasiophis terrasanctus                                                              |
|  |                                                                                      |
|  | \| \| Eupodophis descouensi \| \| \| \| \| \| Pachyrhachis problematicus \| \| \| \| |
|  |                                                                                      |
|  | Eupodophis descouensi                                                                |
|  |                                                                                      |
|  | Pachyrhachis problematicus                                                           |
|  |                                                                                      |

|  | Eupodophis descouensi      |
|  |                            |
|  | Pachyrhachis problematicus |
|  |                            |

|  | Haasiophis terrasanctus                                                              |
|  |                                                                                      |
|  | \| \| Eupodophis descouensi \| \| \| \| \| \| Pachyrhachis problematicus \| \| \| \| |
|  |                                                                                      |
|  | Eupodophis descouensi                                                                |
|  |                                                                                      |
|  | Pachyrhachis problematicus                                                           |
|  |                                                                                      |

|  | Eupodophis descouensi      |
|  |                            |
|  | Pachyrhachis problematicus |
|  |                            |

|  | Haasiophis terrasanctus                                                              |
|  |                                                                                      |
|  | \| \| Eupodophis descouensi \| \| \| \| \| \| Pachyrhachis problematicus \| \| \| \| |
|  |                                                                                      |
|  | Eupodophis descouensi                                                                |
|  |                                                                                      |
|  | Pachyrhachis problematicus                                                           |
|  |                                                                                      |

|  | Eupodophis descouensi      |
|  |                            |
|  | Pachyrhachis problematicus |
|  |                            |

Interpretację T. amplectus jako wczesnego węża zakwestionowali Caldwell i współpracownicy (2016); w ocenie autorów bardziej prawdopodobne jest, że Tetrapodophis był dolichozaurem.

## Znaczenie dla badań ewolucji węży
Odkryta skamieniałość ma istotne znaczenie w badaniach ewolucji węży. Jej cechy dostarczają argumentów w kilku dyskusyjnych kwestiach.
- Mały rozmiar kończyn i cylindryczny przekrój ogona Tetrapodophis wskazują na pochodzenie od zwierząt zamieszkujących nory w ziemi. Konkurencyjna hipoteza zakłada, że wydłużony kształt ciała węży jest efektem ich pochodzenia od zwierząt przystosowanych do życia w środowisku wodnym[3][1][2].
- Niewątpliwy ślad odżywiania się kręgowcami, a także przystosowania czaszki i zębów do chwytania i połykania w całości dużej zdobyczy, razem z innymi cechami szkieletu, wspierają hipotezę o bardzo wczesnym wyewoluowaniu tej formy odżywiania się u przodków węży i w związku z tym, że owadożerność niektórych węży, jak ślepuchowate, pojawiła się dopiero później[1][2].
- Lokalizacja miejsca znalezienia szczątków Tetrapodophis wspiera hipotezę, że miejscem narodzin i wczesnej radiacji węży była Gondwana, a nie Laurazja[3].